# Meilán (Riotorto)
Meilán(llamada oficialmente Santa Marta de Meilán) es una parroquia española del municipio de Riotorto, en la provincia de Lugo, Galicia.

## Organización territorial
La parroquia está formada por veintiuna entidades de población, constando catorce de ellas en el nomenclátor del Instituto Nacional de Estadística español:
- Abelleira (A Abelleira)
- A Asnela (A Asnela)
- Axureira (A Azoreira)
- Casabella (A Casavella)
- Castro (O Castro)
- Chacín
- Cima da Vila de Santalla
- Cima de Vila de Espasande de Arriba (Espasande de Arriba)
- Ferrería (A Ferraría)
- Grandal (O Grandal)
- Lamas
- Machín e Piñeiro (O Machín)*
- O Piñeiro*
- Pena do Couso (A Pena de Couso)
- Rúa (A Rúa)
- Santa Marta
- Santalla
- Torre (A Torre)
- Vilar do Meilán (O Vilar do Meilán)
- Vilaseca

### Despoblado
Despoblado que forma parte de la parroquia:
- Muíñovedro (O Muiñovedro)

## Demografía
| Gráfica de evolución demográfica de Meilán entre 2000 y 2021 |
|                                                              |
| Datos según el nomenclátor publicado por el INE.             |